# Thomas Völsch
Thomas Völsch (* 9. Februar 1958 in Hamburg; † 28. November 2017 ebenda) war ein deutscher Politiker der SPD. Von 2008 bis 2011 war er Mitglied der Hamburgischen Bürgerschaft und von Jahresbeginn 2012 bis zum November 2017 Bezirksamtsleiter des Hamburger Bezirks Harburg.

## Leben
Völsch besuchte das Gymnasium Eppendorf und studierte anschließend an der Fachhochschule für öffentliche Verwaltung in Hamburg, die er als Diplom-Verwaltungswirt abschloss. Nach dem Studium ging er in den öffentlichen Dienst, arbeitete zuerst im Bezirksamt und im Rechnungshof der Freien und Hansestadt Hamburg und wechselte 2007 zur Behörde für Bildung und Sport. Von 1994 bis 2004 war er als hauptamtlicher Geschäftsführer der SPD-Bürgerschaftsfraktion beschäftigt und während dieser Zeit vom öffentlichen Dienst freigestellt.

## Politik
Völsch trat im Jahr 1990 der SPD bei. Er war von 1996 bis 1998 Vorsitzender des Ortsvereins Fischbek, von 2003 bis 2011 Vorsitzender des Ortsvereins Neugraben-Fischbek und seit 2011 Beisitzer. Außerdem war er seit 2006 auch stellvertretender Kreisvorsitzender in Harburg. Im Februar 2008 konnte er bei der  Bürgerschaftswahl über den Wahlkreis Süderelbe als Abgeordneter in die Hamburgische Bürgerschaft einziehen.
Am 7. Oktober 2010 wurde Völsch vom Kreisvorstand und der Bezirksfraktion der Harburger SPD als Kandidat für das Amt des Bezirksamtsleiters von Hamburg-Harburg nominiert, der am 26. Oktober gewählt wurde. Die damalige schwarz-grüne Mehrheit im Harburger Rathaus, die nur eine Stimme betrug, unterstützte dagegen Amtsinhaber Torsten Meinberg (CDU). Bei der Bürgerschaftswahl 2011 erreichte er das beste Ergebnis der Direktkandidaten im Wahlkreis Süderelbe, zog erneut in die Hamburgische Bürgerschaft ein und wurde zum stellvertretenden Fraktionsvorsitzenden der SPD-Fraktion gewählt. Zum Jahresbeginn 2012 legte er sein Mandat nieder und trat sein Amt als Bezirksamtsleiter des Bezirks Harburg an. Im September 2017 wurde Völsch von der Harburger Bezirksversammlung wiedergewählt und im November mit Wirkung zum 1. Januar 2018 erneut vom Hamburger Senat für weitere sechs Jahre im Amt bestätigt. Wenige Tage später bat er den Senat wegen einer Krebserkrankung, die Berufung zurückzunehmen und ihn in den vorzeitigen Ruhestand zu versetzen.

## Privates
Völsch war verheiratet, aus der Ehe gingen zwei Söhne hervor.

## Einzelbelege
1. ↑  Trauer um Thomas Völsch. In: ndr.de. 28. November 2017, abgerufen am 28. November 2017.
2. ↑  Thomas Völsch ist neuer Bezirksamtsleiter in Harburg. In: Hamburger Abendblatt vom 30. November 2011 (online)
3. ↑  Andreas Göhring: Bezirksamtsleiter Völsch mit Rekordergebnis in zweite Amtszeit. In: harburg-aktuell.de. 27. September 2017, abgerufen am 28. November 2017.
4. ↑  André Zand-Vakili: Harburgs Bezirksamtsleiter Thomas Völsch ist tot. In: harburg-aktuell.de. 28. November 2017, abgerufen am 28. November 2017.

| Personendaten    | Personendaten                   |
| ---------------- | ------------------------------- |
| NAME             | Völsch, Thomas                  |
| KURZBESCHREIBUNG | deutscher Politiker (SPD), MdHB |
| GEBURTSDATUM     | 9. Februar 1958                 |
| GEBURTSORT       | Hamburg                         |
| STERBEDATUM      | 28. November 2017               |
| STERBEORT        | Hamburg                         |